# Blacus asaphus
Blacus asaphus är en stekelart som beskrevs av Van Achterberg 1976. Blacus asaphus ingår i släktet Blacus, och familjen bracksteklar. Inga underarter finns listade.